# Charles Ruggiero
Charles Ruggiero (* 31. August 1971 in Rochester, New York) ist ein US-amerikanischer Jazzmusiker (Schlagzeug) des Modern Jazz.

## Leben und Wirken
Ruggiero, Sohn des Jazzschlagzeugers Vinnie Ruggiero, begann seine Karriere in lokalen Bands im westlichen New York, bevor er ins All State Jazz Ensemble des Staates New York aufgenommen wurde. Mit Vollstipendium studierte er an der Manhattan School of Music bei Justin DiCioccio. Seit den frühen 1990er Jahren arbeitete er in New York City in der dortigen Jazzszene mit Musikern wie Joshua Redman, Peter Bernstein, Jane Monheit, Ryan Kisor, Stefon Harris, Brad Mehldau, Myron Walden, Chris Potter und Dwayne Burno. 1994 schloss er sich Chuck Mangiones Band an, mit der er die nächsten vier Jahre tourte. Ab 2002 konzentrierte er sich auf die Tätigkeit mit der Hardrock-Band Slunt, die mit Marilyn Manson, dann mit Motörhead, Drowning Pool und Paul Stanley auf Tourneen war.
2008 zog Ruggiero nach Los Angeles, wo er als Sessionmusiker arbeitete. Er kehrte auch zu seinen Jazz-Wurzeln zurück, indem er mit Musikern wie Larry Goldings, Eric Reed, Bob Sheppard, Tim Ries, Dennis Hamm, Bob Reynolds, David Ryan Harris und Molly Ringwald spielte. Während dieser Zeit war er auch als Musikpädagoge bei Chad Sextons Drum City in North Hollywood tätig.
Unter eigenem Namen legte Ruggiero nach seiner Rückkehr nach New York das Album Boom Bang, Boom Bang! (2015) vor, eine Hommage an den Jazz der 1970er Jahre. Danach veröffentlichte er As Heard On TV, eine Sammlung von Fernsehthemen für Jazztrio, Quartett und Quintett. Im Bereich des Jazz war er laut Tom Lord zwischen 1998 und 2015 an 15 Aufnahmesessions beteiligt. Gegenwärtig (2019) leitet Ruggiero ein Quartett, dem Ian Hendrickson-Smith, Jeremy Manasia und Mike Karn angehören.

## Diskografische Hinweise
- The Uptown Quintet, Live in New York (Cellar Live, 2005), mit Ryan Kisor, Ian Hendrickson-Smith, Spike Wilner, Barak Mori